# Polizzi Generosa
Polizzi Generosa ist eine Stadt der Metropolitanstadt Palermo in der Region Sizilien in Italien mit 2860 Einwohnern (Stand 31. Dezember 2023).

## Lage und Daten

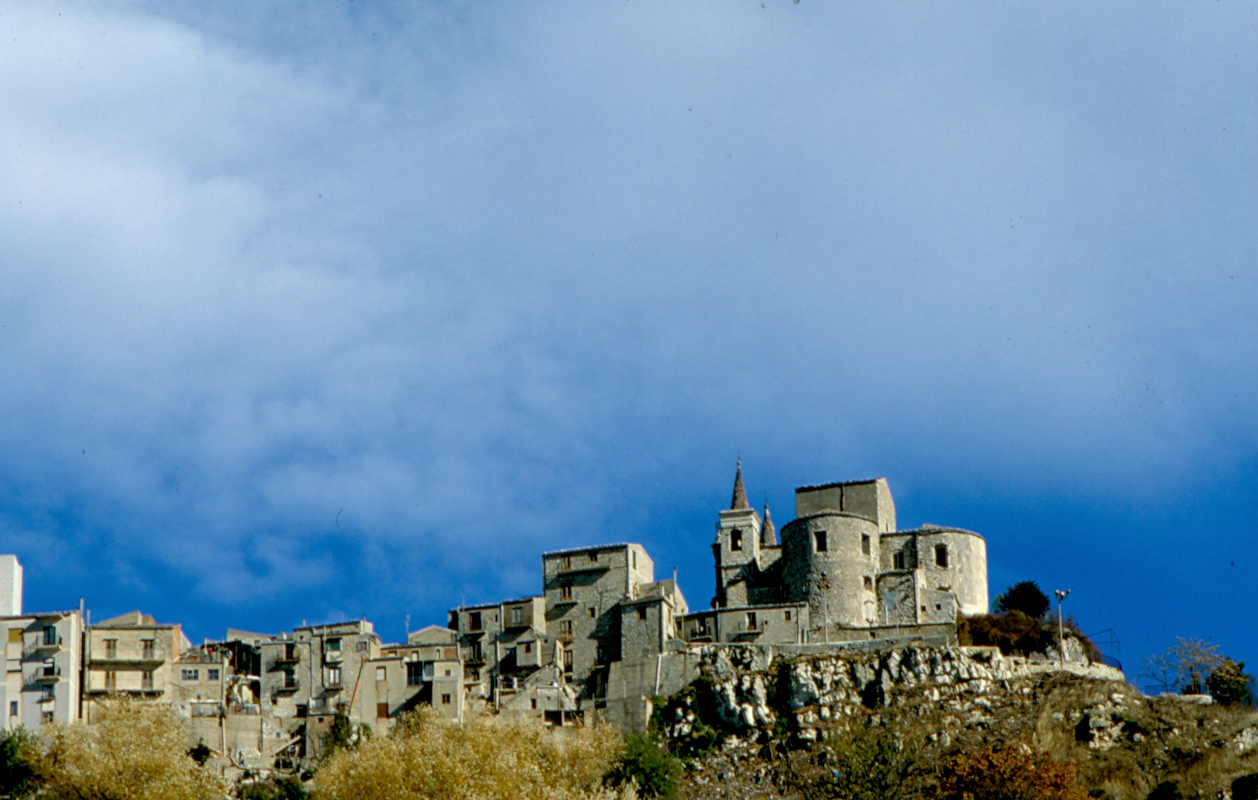
Blick auf Polizzi Generosa

Polizzi Generosa liegt in den südlichen Ausläufern der Monti Madonie auf einer 915 m s.l.m. hohen Felskuppe. Es befindet sich 88 km südöstlich von Palermo und rund 30 Kilometer südlich von Cefalù.
Die Einwohner arbeiten hauptsächlich in der Landwirtschaft und der in Bauindustrie.
Die Nachbargemeinden sind Caltavuturo, Castellana Sicula, Isnello, Petralia Sottana, Scillato, Sclafani Bagni, Vallelunga Pratameno (CL) und Villalba (CL).

## Geschichte
Roger I. ließ 1076 ein Kastell errichten, um das sich der Ort entwickelte. Den Beinamen Generosa (deutsch:üppig, reichlich) erhielt der Ort von Friedrich II., da der Boden sehr fruchtbar und die Bewohner wohlhabend waren.

## Sehenswürdigkeiten
- Ruine des Kastells

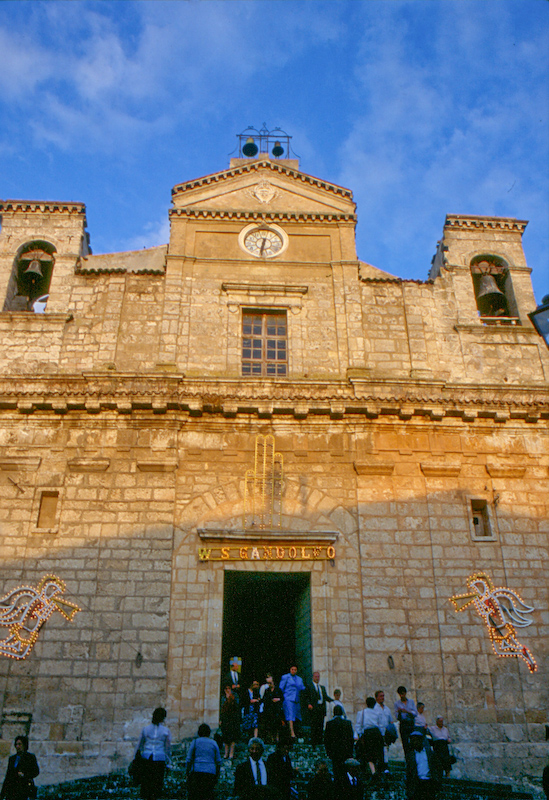
Marienkirche in Polizzi Generosa

- Kirche SS. Salvatore aus dem 16. Jahrhundert
- Rampolla-Palast
- Marienkirche aus dem 17. Jahrhundert mit dem Sarkophag von San Gandolfo

## Söhne und Töchter der Stadt
- Giuseppe Antonio Borgese (1882–1952), italienischer Historiker, Literaturprofessor und Schriftsteller
- Domenico Dolce (geb. 1958), Modedesigner und Mitgründer der Modefirma Dolce & Gabbana
- Großeltern des Filmregisseurs Martin Scorsese
- Die Familie des Schauspielers Vincent Schiavelli stammt aus Polizzi, er selbst lebte und arbeitete die letzten Jahre bis zu seinem Tod dort.